# Tia Lee
Tia Lee (chino: 李毓芬, pinyin: Li Yufen) (Luzhou,  11 de mayo de 1985) es una cantante, modelo comercial y actriz taiwanesa. Es miembro del grupo femenino Taiwanes Dream Girls y actualmente se desempeña como solista y actriz.

## Carrera
Ella hizo su debut como actriz en 2006 en un drama televisivo en China continental titulado "New Stars In The Night", pero no encontró el reconocimiento hasta 2011, después de protagonizar un personaje secundario en el drama de TTV /SETTV titulado "Office Girls", en la que interpretó a su personaje principal llamado Zheng Kai Er 鄭凱 兒. En el 2014, protagonizó una serie dramática titulada "Fall in Love with Me", con Aaron Yan.
Lee por su parecido facial, ha sido comparada con la cantante y actriz taiwanesa Vivian Hsu. Su parecido con Hsu también ha sido un tema controvertido en todo Taiwán, Lee ha sido constantemente especulada y se rumoreó que se sometió a una cirugía plástica para parecerse más a Hsu.
Lee, habla y entiende el mandarín, chino taiwanés e inglés. Se graduó de "Dao Jiang Senior High", una Escuela de Enfermería y en economía doméstica con especialización en cosmetología.

## Series de televisión
| Año  | Canal     | Título en chino  | Inglés                   | Personaje       | Caracteres                  |
| ---- | --------- | ---------------- | ------------------------ | --------------- | --------------------------- |
| 2006 |           | 新昨夜星辰       | New Stars In The Night   | Supporting role | Qiu Su Yun 邱素雲           |
| 2010 | FTV       | 泡沫之夏         | Summer's Desire          | Supporting role | Ou Xing Ya 歐星亞           |
| 2011 | FTV       | 旋風管家         | Hayate the Combat Butler | Supporting role | Maria 瑪莉亞 / Fiona 費歐娜 |
| 2011 | TTV/SETTV | 小資女孩向前衝   | Office Girls             | Supporting role | Zheng Kai Er 鄭凱兒         |
| 2012 | TTV       | 螺絲小姐要出嫁   | Miss Rose                | Supporting role | Zhong Xiao Ke 鍾小可        |
| 2013 | FTV       | 原來是美男       | Fabulous Boys            | Cameo           | as herself                  |
| 2014 | JSTV      | 淘女郎           | Tao Lady                 | Female lead     | Tian Xin 田心               |
| 2014 | TTV/SETTV | 愛上兩個我       | Fall In Love With Me     | Female lead     | Tao Le Si 陶樂思            |
| 2015 | CTV       | 來自未來的史密特 | Future Mr. Right         | Female lead     | Mi Xue 米雪                 |

## Discografía
- Con Dream Girls

| #   | Título en chino | Título en inglés | Fecha de lanzamiento    | Sello                         |
| --- | --------------- | ---------------- | ----------------------- | ----------------------------- |
| 1st | 美夢當前        | Dream Girls      | 8 de abril de 2011      | Linfair Records Limited/DECCA |
| 2nd | Girl's Talk     | Girl's Talk      | 7 de diciembre de 2012  | Linfair Records Limited/DECCA |
| 3rd | 美麗頭條        | Beautiful        | 27 de diciembre de 2013 | Linfair Records Limited/DECCA |

- Solista

| Título en chino | Título en inglés | Fecha de lanzamiento | Sello                                             |
| --------------- | ---------------- | -------------------- | ------------------------------------------------- |
| 是我不夠好      | Not Good Enough  | 15 de abril de 2016  | Hung Jiang Dorian International Entertainment Co. |

## Videos musicales y apariciones
| Año  | Título de la canción               | Detalles                                                                        | Video             |
| ---- | ---------------------------------- | ------------------------------------------------------------------------------- | ----------------- |
| 2006 | One Umbrella (一把傘)              | - Singer(s): 183 Club - Album: The First Album                                  | Video en YouTube. |
| 2007 | Second Break Up (第二次分手)       | - Singer(s): Denny Tang 鄧寧 - Album: Invincible (万夫莫敌)                     |                   |
| 2009 | Love, Have You (愛，有你)          | - Singer(s): Chang Chin Chiao 張晉樵 - Album: Love, Have You (愛，有你)         | Video en YouTube. |
| 2009 | The Moment of Silence (沉默的瞬間) | - Singer(s): Nicholas Teo 張棟樑 - Album: "The Moment of Silence" (沉默的瞬間)) | Video en YouTube. |
| 2009 | After The Break Up (說分手之後)    | - Singer(s): Xiaoyu Sung 小宇 - Album: Stand Here (就站在這裡)                  | Video en YouTube. |
| 2010 | Live To Be A Hundred (活到一百歲)  | - Singer(s): Rynn Lim 林宇中 - Album: Dearest Bride 新娘                        | Video en YouTube. |
| 2013 | I Remember                         | - Singer(s): F.I.R. 飛兒樂團 - Album: Better Life                               | Video en YouTube. |
| 2014 | That's Not Me (這不是我)           | - Singer(s): Aaron Yan 炎亞綸 - Album: Drama                                    | Video en YouTube. |
| 2014 | Do Not Say GoodBye (別說GoodBye)   | - Singer(s): George Hu 胡宇威 - Album: George Hu Solo EP (胡宇威個人EP)         | Video en YouTube. |

## Avales
- Asia Pacific Telecom
- Quaker Oats Company
- KFC
- Darlie
- Kymco
- SYM Motors
- Watsons Personal Care Stores
- Cosmos Bank Credit Card
- International Commercial Bank of China Credit Card
- Shallop Toothbrush
- Tsingtao Brewery 2014 FIFA World Cup series